# Fortezza di Kufstein
La fortezza di Kufstein (in tedesco Festung Kufstein), una tra le costruzioni di epoca medievale più importanti del Tirolo, è posizionata sulla collina che domina la città di Kufstein, in Austria, un punto strategico dove la valle dell'Inn fa un restringimento che permetteva anticamente di controllare l'accesso alle Alpi.
Nel corso dei secoli la fortezza ha subito numerosi ampliamenti e ricostruzioni, come ad esempio nel XVII secolo, quando vennero rimodernizzate le mura più esterne.
Oggi la fortezza è una delle mete escursionistiche più apprezzate dell'arco alpino ed attrae turisti da tutto il pianeta grazie anche al suo "Organo degli Eroi" (Heldenorgel), l'organo a cielo aperto più grande del mondo. Al suo interno è ospitato il museo cittadino e all'esterno, in una zona costruita più recentemente, si svolgono talvolta concerti e meeting.

## Storia

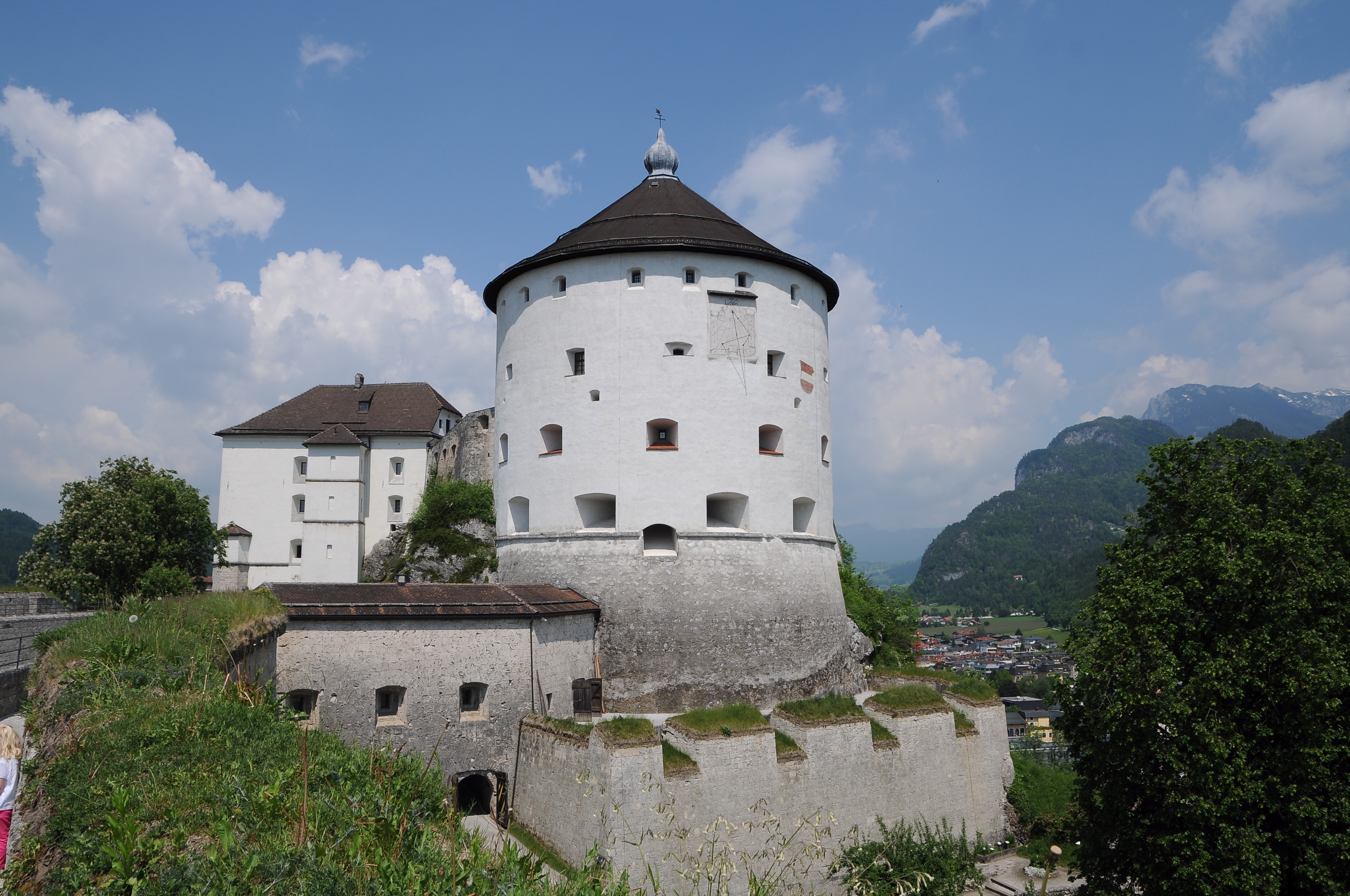
Veduta col mastio

La fortezza viene citata per la prima volta quale possedimento del duca di Baviera e del vescovo di Ratisbona già nel 1205, anche se la sua più antica apparizione in guerra risale solamente al 1336, quando questa impedì il passaggio di Carlo, margravio della Morena, facendolo così fallire nella sua persecuzione dei Bavaresi. Kufstein entrò poi a far parte in un primo momento del Tirolo nel 1342, quando la duchessa tirolese Margherita “Maultasch” ricevette in dono la città dallo sposo Ludovico di Brandeburgo in occasione delle proprie nozze. I Bavaresi ne chiesero tuttavia la restituzione nel momento in l decise di cedere il Tirolo al duca Rodolfo IV d'Asburgo, e irrompendo con successo nella città, se ne appropriarono. Nel 1504 però la fortezza entrò in possesso del Casato d’Asburgo in seguito alla Guerra di successione di Landshut per mano del re Massimiliano I, sovrano del Tirolo. Nel 1703, dopo quasi 200 anni, il principe elettore Massimiliano II di Baviera avanzò contro Kufstein in occorrenza della guerra di successione spagnola, assediando invano la città sino all’anno successivo, giacché Kufstein venne riconsegnata agli Austriaci. La bandiera bavarese tornò però a sventolare sulla fortezza nel 1806, quando con la Pace di Presburgo, stipulata insieme a Francesco I d'Austria, Napoleone assegnò l’intero Tirolo alla Baviera. Nel 1814, con il Congresso di Vienna, il Tirolo tornò sotto il dominio austriaco; dopo la prima guerra mondiale la Repubblica d’Austria vendette il castello alla città di Kufstein, che lo possiede dal 1924.

## Organo degli Eroi

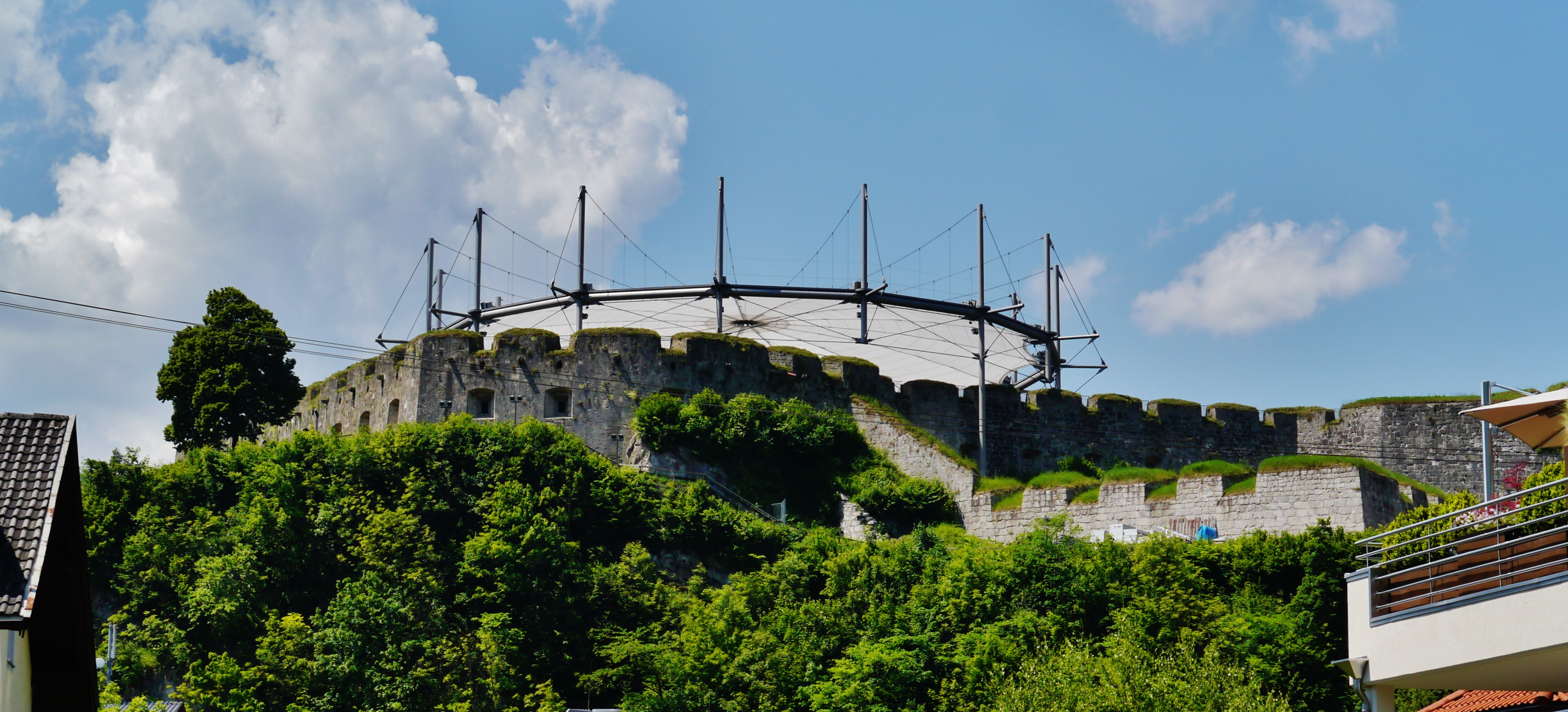
La "Josefsburg Festungsarena", dove si svolgono concerti e spettacoli all'esterno della fortezza.

Lo Heldenorgel, letteralmente “Organo degli Eroi”, è l’imponente organo dotato di ben 4307 canne e 46 registri situato all’interno della fortezza. La sua caratteristica principale che lo rende il fiore all’occhiello di Kufstein è la distanza che ammonta a più di 100 m tra la tastiera, che si trova ai piedi del castello, e la punta delle canne. Quest’ultimo particolare crea un evidente ritardo nell’emissione delle note, il che rende estremamente complicato per l’organista suonare questo strumento veramente unico. I concerti che si tengono ogni dì a mezzogiorno in punto si possono ascoltare per le strade dell'intera città di Kufstein.